# Charles Harrelson
Charles Voyde Harrelson (Lovelady, 23 luglio 1938 – Florence, 15 marzo 2007) è stato un criminale statunitense.
Padre dell'attore Woody Harrelson, è stato condannato all'ergastolo per l'assassinio del giudice John H. Wood Jr., avvenuto il 29 maggio 1979. Nel 1995 tenta la fuga dal penitenziario di Atlanta; catturato, viene trasferito nel carcere di massima sicurezza ADX Florence, in Colorado, dove muore per infarto nel 2007.

## Biografia
Charles Harrelson nacque il 23 luglio 1938 a Lovelady, Texas, figlio di Alma Lee (nata Sparks) (1907-2002) e Voyde Harrelson (1901-1976). Ebbe quattro mogli, Nancy Hillman Harrelson, Diane Lou Oswald, Jo Ann Harrelson e Gina Adelle Foster. Da ragazzo lavorò come venditore di enciclopedie porta a porta in California, e successivamente come giocatore d'azzardo professionista. Nel 1960 finì in carcere per rapina a mano armata.
Uno dei suoi figli, Woodrow Tracy (nato il 23 luglio 1961, il giorno esatto del suo 23º compleanno), divenne un noto attore cinematografico. Secondo Woody, il padre abbandonò la famiglia a Houston nel 1968, lasciando la moglie Diane a crescere da sola Woody e i suoi due fratelli. Woody non rivide più il padre fino al 1981, quando fu diffusa la notizia dell'arresto di Harrelson per l'omicidio del giudice Wood. Durante un'intervista del novembre 1988, Woody rivelò di aver fatto regolarmente visita al padre in carcere, sebbene i suoi sentimenti nei confronti del genitore siano contrastanti.

### Omicidio di Alan Berg
Difeso dall'avvocato Percy Foreman, Harrelson fu processato per l'omicidio di Alan Harry Berg avvenuto il 28 maggio 1968. Il 22 settembre 1970, fu assolto da una giuria di Angleton.

### Omicidio di Sam Degelia
Nel 1968 Harrelson fu indiziato per l'omicidio di Sam Degelia Jr., un residente di Hearne, Texas. Harrelson era stato pagato 2 000 dollari per uccidere Degelia, un commerciante di grano e padre di quattro figli. Il primo processo terminò in un nulla di fatto, sebbene Pete Scamardo, anch'esso implicato nel caso, fu ritenuto colpevole di complicità nell'omicidio, e condannato a sette anni. Harrelson tornò sotto processo nel 1973, e questa volta fu condannato a 15 anni di prigione. Nel 1978, dopo aver scontato cinque anni, fu scarcerato per buona condotta.

### Omicidio di John H. Wood Jr.
Poco tempo dopo essere stato rilasciato in libertà condizionata nel 1978, Harrelson, insieme alla moglie Jo Ann, restarono implicati in un altro omicidio. Il 29 maggio 1979, il giudice federale John H. Wood Jr. fu ucciso a colpi di arma da fuoco nel parcheggio della sua abitazione a San Antonio, Texas. Harrelson fu incriminato per l'omicidio di Wood quale esecutore materiale di un delitto su commissione. Fu condannato a due ergastoli, mentre la moglie Jo Ann fu condannata a venti anni di reclusione per complicità.

### Dichiarazioni di coinvolgimento nell'assassinio di John F. Kennedy
Nel settembre 1980 Harrelson si arrese alla polizia dopo una situazione di stallo di sei ore in cui, secondo quanto riferito, era "strafatto" di cocaina. Durante questo periodo di tempo, tentò il suicidio e poi confessò di aver ucciso sia il giudice Wood sia il presidente John Fitzgerald Kennedy. Nel corso di un'intervista televisiva rilasciata dopo il suo arresto, Harrelson disse: «Nello stesso momento nel quale dissi di avere ucciso il giudice, dissi anche di avere ucciso Kennedy, cosa che può darti l'idea del mio stato mentale dell'epoca». Egli dichiarò anche che tale affermazione era stata un semplice tentativo di "allungarsi la vita".
Joseph Chagra testimoniò in seguito durante il processo a Harrelson, che l'uomo gli aveva raccontato di aver sparato a Kennedy e disegnò anche delle mappe per mostrare dove era posizionato durante l'assassinio di John F. Kennedy. Chagra disse di non credere alle affermazioni di Harrelson, e che l'FBI "aveva apparentemente escluso qualsiasi coinvolgimento di Harrelson nell'omicidio di Kennedy".

### Tentativo di evasione

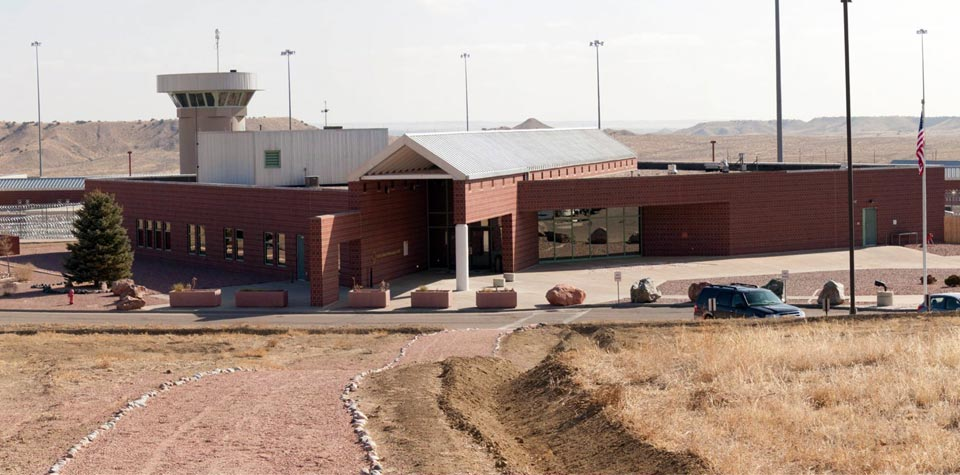
Il carcere di massima sicurezza ADX Florence, dove Harrelson fu trasferito dopo la sua tentata evasione

Il 4 luglio 1995, Harrelson e due altri detenuti, Gary Settle e Michael Rivers, tentarono di fuggire dal penitenziario federale di Atlanta utilizzando una corda improvvisata. Fu sparato un colpo d'avvertimento nei loro confronti da una delle torrette della prigione, e i tre si arresero. Harrelson fu in seguito trasferito nel carcere di massima sicurezza ADX Florence a Florence, in Colorado. In una lettera a un amico, Harrelson scrisse che gli piaceva la vita all'interno della prigione di massima sicurezza, scrivendo che "il silenzio era meraviglioso".

### Morte
Il 15 marzo 2007 Harrelson fu trovato morto nella sua cella, deceduto a 68 anni a causa di un infarto.